# Бикулова, Елена Сергеевна
Елена Сергеевна Бикулова-Маськина (урожд. Маськина) (род. 14 апреля 1964 года) — российская легкоатлетка (марафон, ультрамарафон).

## Карьера
В 1993 году победила на сотке ультрамарафона «Кусково». Чемпион России (1993 год) по бегу на 100 км. После победы Елене было присвоено звание мсмк России.
Серебряный призёр чемпионата России (2003 год) по марафону.
В 1998 году завоевала серебро на сотке ультрамарафона «Кантабрия».
Серебряный призёр чемпионата России (1999 год) по бегу на 100 км. Бронзовый призёр чемпионата России 2002 года на дистанции 50 км.
Двукратный победитель ультрамарафона «Nacht van Vlaanderen» (1999, 2001).
Трёхкратный (1994, 1998, 1999) бронзовый призёр чемпионата Европы по бегу на 100 км.
После окончания карьеры работает тренером по сухому плаванию в детсаде комбинированного вида № 74 «Айсылу» города Набережные Челны.